# البياض الأعلى (جحانة)

تعديل مصدري - تعديل

البياض الأعلى هي إحدى قرى عزلة مسور بمديرية جحانة التابعة لمحافظة صنعاء، بلغ تعداد سكانها 607 نسمة حسب تعداد اليمن لعام 2004.